# フリードリヒ2世 (ヘッセン＝カッセル方伯)
フリードリヒ2世（Friedrich II., 1720年8月14日 - 1785年10月31日）は、ヘッセン＝カッセル方伯（在位：1760年 - 1785年）。

## 生涯
ヴィルヘルム8世とその妻であったザクセン＝ツァイツ公モーリッツ・ヴィルヘルムの公女ドロテア・ヴィルヘルミーネ（1691年 - 1743年）の息子。
1740年にイギリス王兼ハノーファー選帝侯ジョージ2世の王女メアリー（1723年 - 1772年）と結婚した（式は5月8日に代理人を介してロンドンで、6月28日に本人が出席してカッセルでそれぞれ行なわれた）。
2人の間には、以下の4子が生まれた。
- ヴィルヘルム（1741年12月25日 - 1742年7月1日） - 夭逝
- ヴィルヘルム9世（1743年 - 1821年） - ヘッセン＝カッセル方伯、後にヘッセン選帝侯（ヴィルヘルム1世）となる
- カール（1744年 - 1836年）
- フリードリヒ（1747年 - 1837年）

また、1772年にメアリーと死別すると1773年1月10日にベルリンにてブランデンブルク＝シュヴェート辺境伯フリードリヒ・ヴィルヘルムの娘フィリッピーネと再婚したが、彼女との間には子供は生まれなかった。
1749年に父と共にケルン大司教クレメンス・アウグスト・フォン・バイエルンを訪ねた際、カトリックに改宗したが、ヘッセン＝カッセルの宗教はカルヴァン派にとどめ、自身の子供もプロテスタントとして育てた。
1760年、父の死によってヘッセン＝カッセル方伯位を嗣いだ。1775年にアメリカ独立戦争が勃発するとフリードリヒ2世はイギリスとの間に傭兵提供条約を結び、これによって莫大な収益をあげた。
1785年にカッセルで死去し、次男ヴィルヘルムがヴィルヘルム9世として方伯位を嗣いだ。